# Johan Jansson (simhoppare)
Carl Johan Erik Jansson, född 18 juli 1892 i Stockholm, död 10 oktober 1943 i Bromma, var en svensk simhoppare, som deltog i tre olympiska sommarspel. Han blev olympisk silvermedaljör i raka hopp i Paris 1924, samt bronsmedaljör i Stockholm 1912 och Antwerpen 1920.